# Marty Zeller
Martin „Marty“ Zeller (* 27. Juni 1957 in McHenry (Illinois)) ist ein US-amerikanischer Basketballtrainer und ehemaliger -spieler.

## Leben
Zeller gehörte als junger Erwachsener zwei Jahre zur Basketballmannschaft des New Mexico Military Institute in Roswell (US-Bundesstaat New Mexico), von 1977 bis 1979 war der 1,98 Meter messende Innenspieler während seines Studiums der Körpererziehung Mitglied der Mannschaft der Baylor University. Er bestritt 48 Partien für Baylor, seine bessere der beiden Spielzeiten war 1978/79, als er im Mittel 4,3 Punkte sowie 4,3 Rebounds pro Einsatz verbuchte.
Zeller stand in der Saison 1986/87 beim finnischen Erstligisten Tapiolan Honka unter Vertrag, er kam dort auf einen Punkteschnitt von 11,6 je Begegnung. Er war in Finnland ebenfalls als Trainer tätig. In der Saison 1987/88 trainierte Zeller die norwegische Mannschaft Ammerud Basket in Oslo. Er ging nach Deutschland, dort war er während des Spieljahres 1988/89 beim Bundesligisten Goldstar Hagen beschäftigt. Er war in der Jugendarbeit tätig und betreute als Trainer in dieser Saison zeitweise auch die Hagener Bundesligamannschaft, bis er Ende Oktober 1988 abgelöst wurde.
Während seiner Zeit als Trainer der australischen Mannschaft Southwest Slammers in Bunbury lernte er seine aus Simbabwe stammende spätere Ehefrau kennen. Zeller arbeitete als Trainer in Zypern, von 1994 bis 1998 dann beim Verein Al Ahli in Dubai (Vereinigte Arabische Emirate). In der Saison 1998/99 war Zeller Trainer der Mannschaft Al Rivadi in der libanesischen Hauptstadt Beirut, ehe er mit seiner Familie in die Vereinigten Staaten zurückkehrte. Dort war Zeller zunächst als Trainer für Baseball am New Mexico Military Institute tätig, dann ab 2006 als Sportlehrer und Basketballtrainer an der Grants High School in New Mexico. 2012 wechselte er innerhalb des Bundesstaates in derselben Funktion an eine Schule nach Los Lunas.
Zeller hat mit seiner Ehefrau vier Kinder. Tochter Teige spielte Basketball an der University of Nevada, Sohn Zanen stieß zur Basketballmannschaft der Biola University und Sohn Weston der Texas A&M University-Commerce.